# Denise (Sängerin)
Denise (* 29. März 1958 in Duisburg, bürgerlich Heike Hielscher) ist eine deutsche Schlagersängerin und -Texterin.

## Leben
Denise stand bereits als Neunjährige auf der Bühne. Nach der Schule studierte sie zunächst an der Fachhochschule für Sozialpädagogik. Dann wurde sie von Joachim Heider als Sängerin entdeckt, der mit ihr einige Schlager produzierte. Die ersten Veröffentlichungen waren 1979 englischsprachige Titel im Disco-Sound (Fire-Storm, Lovin’ the Night Away). 1982 nahm sie an der Deutschen Vorentscheidung zum Eurovision Song Contest teil. Sie erreichte mit dem Titel Die Nacht der Lüge Platz 4. 1983 hatte sie einen ihrer größeren Erfolge mit Schenk mir keine Rosen.
Denise war Gast in einigen Musiksendungen, wie der ZDF-Hitparade oder Die Verflixte 7 bei Rudi Carrell. Mit Jürgen Renfordt nahm sie das Duett Kein Wort zuviel, die deutsche Version von Alan Parsons Projects Titel Don’t Answer Me, auf. 1984 siegte sie mit Genug ist Genug in der ZDF-Hitparade. 1987 nahm sie erneut an der Vorentscheidung zum Eurovision Song Contest teil. Ihr Titel Die Frau im Spiegel kam erneut auf Platz 4. Nach mehrjähriger Abwesenheit vom Showgeschäft kehrte sie im Juni 2006 auf die Bühne zurück.

## Diskografie

### Alben
- 1985: Schenk mir keine Rosen
- 1997: Momente (mit Johnny Bach)
- 1997: Gefühle der Nacht
- 2004: Wechsel der Gezeiten

### Singles
- 1980: Er ging aus meinem Leben
- 1981: Geh zu ihr, du liebst nur sie
- 1982: Die Nacht der Lüge
- 1982: Ich tanz gern allein (Non succedera piu)
- 1983: Schenk mir keine Rosen
- 1984: Kein Wort zuviel (Don’t Answer Me) (Duett mit Jürgen Renfordt)
- 1984: Genug ist genug (Whatever I Do)
- 1985: Gold
- 1986: New York, New York
- 1986: Tango, Tango
- 1987: Die Frau im Spiegel
- 1987: Liebe ist viel mehr als ein Wort
- 1988: Du tust mir gut
- 1990: Uns gehört die Nacht
- 1990: Tiefer Süden
- 1991: Mal Astronaut sein
- 1997: Mi amor (Duett mit Johnny Bach)
- 2001: Sehnsucht treibt mich in die Stadt
- 2017: Ich würde sicher wieder sterben